# Triathlon ai Giochi della XXVIII Olimpiade
Il triathlon ai Giochi della XXVIII Olimpiade di Atene 2004 si è tenuto nei giorni 25 e 26 agosto al Vouliagmeni Olympic Centre.

## Podi

### Uomini
| Evento                   | Oro           | Perform.    | Argento        | Perform.    | Bronzo        | Perform.    |
| Gara maschile (dettagli) | Hamish Carter | 1h51'07.73" | Bevan Docherty | 1h51'15.60" | Sven Riederer | 1h51'33.26" |

### Donne
| Evento                    | Oro        | Perform.    | Argento        | Perform.    | Bronzo         | Perform.    |
| Gara femminile (dettagli) | Kate Allen | 2h04'43.45" | Loretta Harrop | 2h04'50.17" | Susan Williams | 2h05'08.92" |

## Medagliere
| Pos.   | Paese         | Oro | Argento | Bronzo | Totale |
| ------ | ------------- | --- | ------- | ------ | ------ |
| 1      | Nuova Zelanda | 1   | 1       | 0      | 2      |
| 2      | Austria       | 1   | 0       | 0      | 1      |
| 3      | Australia     | 0   | 1       | 0      | 1      |
| 4      | Svizzera      | 0   | 0       | 1      | 1      |
| 4      | Stati Uniti   | 0   | 0       | 1      | 1      |
| Totale | Totale        | 2   | 2       | 2      | 6      |